# Bryum rubescens
Bryum rubescens är en bladmossart som beskrevs av Jules Cardot 1912. Bryum rubescens ingår i släktet bryummossor, och familjen Bryaceae. Inga underarter finns listade i Catalogue of Life.